# SEC Armadillo
Il SEC Armadillo (originariamente, e sino al 2017, conosciuto come Clyde Auditorium) è un auditorium che si trova vicino al fiume Clyde, a Glasgow, Scozia. È una delle tre sedi dello Sottish Campus Event, che comprende il SEC Centre e The SSE Hydro.

## Storia
I piani per un nuovo edificio destinato ad aumentare la capacità dello Scottish Exhibition and Conference Centre (SECC) sono stati avviati nel 1994. Progettato dallo studio di architettura Foster and Partners, la costruzione dell'auditorium da 3 000 posti è iniziata nel settembre del 1995 ed è stata completata nell'agosto del 1997, quando aveva ricevuto il suo soprannome affettuoso, dovuta alla sua struttura sovrapposta a conchiglia somigliante a quella dell'omonimo animale.
Sono stati fatti molti confronti con il Teatro dell'Opera di Sydney, anche se questa non è stata di ispirazione agli architetti, che invece pensavano a una serie ad incastro di scafi di navi, in riferimento alla tradizione cantieristica del fiume Clyde. L'edificio, uno dei più riconoscibili e iconici di Glasgow, è collegato al SEC Centre e al Crowne Plaza hotel, consentendo accesso e uscita facilitati per gli artisti.
Il SEC Armadillo è costituito dalla sala principale e da due sale di dimensioni ridotte:
| Sala       | area    | dimensioni           | capacità | posizione   |
| ---------- | ------- | -------------------- | -------- | ----------- |
| Auditorium | 2285 m² | 41,5 × 39,0 × 26,0 m | 3 000    | piano terra |
| Forth      | 330 m²  | 19,2 × 21,0 × 3,6 m  | 340      | piano terra |
| Gala       | 154 m²  | 14,8 × 10,6 × 2,6 m  | 150      | primo piano |

## Esibizioni
Il Clyde Auditorium ha ospitato numerosi spettacoli:
- il primo concerto al Clyde Auditorium si è tenuto il 31 ottobre 1997 con B. B. King e Peter Green Splinter Group[5]
- Nightlife Tour dei Pet Shop Boys il 4 dicembre 1999[6]
- il concerto dei Beach Boys il 19 novembre 2004[7]
- le audizioni di X Factor dal 2004 al 2007[8]
- il 63º World Science Fiction Convention nel 2005[9]
- il musical Mamma Mia! dal 1º al 27 aprile 2008,[10] con 87 000 spettatori in quattro settimane[11]
- le audizioni di Britain's Got Talent dal 2008 al 2010;[8] nell'edizione del 2009 si evidenzia il talento di Susan Boyle[12]
- il musical Joseph and the Amazing Technicolor Dreamcoat dal 22 dicembre 2008 al 10 gennaio 2009[13]
- il musical Disney’s Beauty and the Beast (La bella e la bestia) dal 10 dicembre 2009 al 3 gennaio 2010[14]
- il musical Hairspray dal 28 aprile all'8 maggio 2010[15]
- la pantomima Aladdin con John Barrowman dall'11 dicembre 2010 al 9 gennaio 2011[16]
- la pantomima Robinson Crusoe and the Caribbean Pirates (Robinson Crusoe e i pirati dei Caraibi) con John Barrowman dal 17 dicembre 2011 al 7 gennaio 2012[17]
- la pantomima Jack and the Beanstalk (Jack e il fagiolo magico) con John Barrowman dal 15 dicembre 2012 al 6 gennaio 2013[18]
- Never Ending Tour di Bob Dylan il 18-19-20 novembre 2013[19]
- la pantomima Dick McWhittington con John Barrowman e i Krankies dal 14 dicembre 2013 al 5 gennaio 2014[20]
- le gare di sollevamento pesi ai XX Giochi del Commonwealth dal 24 luglio al 2 agosto 2014
- la pantomima Cinderella con John Barrowman dal 13 dicembre 2014 al 4 gennaio 2015[21]
- la pantomima Peter Pan con David Hasselhoff dal 12 dicembre 2015 al 3 gennaio 2016[22]
- Our Ladies of Perpetual Succour di Lee Hall dal 24 al 28 maggio 2016
- concerto di Ludovico Einaudi il 23 novembre 2016[23]
- At Large tour di Jack Whitehall dal 1º al 3 febbraio 2017[24]
- un concerto del cantautore Paul Carrack il 5 febbraio 2017[25]
- Il lago dei cigni interpretato dal Ballet West l'11 febbraio 2017[26]
- il musical Scooby Doo Live! Musical Mysteries il 17 e 18 febbraio 2017[27]
- uno spettacolo di Penn & Teller il 15 giugno 2017[28]
- Highway Vagabond Tour di Miranda Lambert il 21 agosto 2017[29]
- War Horse di Nick Stafford dal 15 gennaio al 2 febbraio 2019[30]